# Larissa Gouzeïeva
Larissa Gouzeïeva (en russe : Лари́са Андре́евна Гузе́ева), née le 23 mai 1959, est une actrice et animatrice de télévision soviétique, puis russe.

## Biographie
Née à Bourtinskoïe dans l'Oblast d'Orenbourg, Larissa Gouzeïeva passe son enfance à 
Nezhynka, un autre village de l'Oblast d'Orenbourg où sa mère vient s'installer peu après sa naissance. Larissa est scolarisée dans une école locale où sa mère occupe le poste de professeur d'histoire. A l'âge de dix-sept ans, à la fin de ses études secondaires, elle part pour Léningrad et réussit le concours d'entrée de l'Institut d'art dramatique dont elle sort diplômée en 1984. La même année elle joue une fille sans dot au destin tragique dans la Romance cruelle d'Eldar Riazanov qui la révèle au public et qui restera son rôle le plus marquant bien qu'elle aura tourné par la suite dans une soixantaine de films. De 1986 à 1990, Gouzeïeva est actrice des studios Lenfilm. On lui attribue, en 1994, le titre honorifique d'artiste émérite de la fédération de Russie.
Le 6 octobre 2008, Pierviy Kanal lui confie l'animation de l'émission de téléréalité de rencontre et de séduction Marions-nous (Давай поженимся) diffusée tous les jours en semaine après le journal télévisé du soir. Très appréciée des téléspectateurs, Gouzeïeva remporte un TEFI de la meilleure présentatrice de talk-show en 2009 et fait partie des vingt présentateurs les plus populaires selon le sondage de TNS Gallup Media publié par l'hebdomadaire Sem dney. En 2011-2012, elle apparait régulièrement dans le jury de l'émission Minuta slavy, l'équivalent russe de Britain's Got Talent.
Depuis mars 2017, avec son mari, président de la Fédération des restaurateurs et hôteliers de Russie Igor Boukharov, elle anime l'émission Tili-Tele-Testo (ТилиТелеТесто), un concours de cuisine amateur en direct sur Pierviy Kanal.
En septembre 2021, Guzeeva a reçu un diagnostic de coronavirus. Elle a été admise à l'hôpital n° 40 de Kommunarka.

## Filmographie partielle
- 1979 : Il ne faut jamais changer le lieu d'un rendez-vous : fille dansant avec Taraskine au restaurant
- 1984 : Romance cruelle (Жестокий романс, Zhestoki romans) d'Eldar Riazanov : Larisa Ogoudalova
- 1985 : Rivales (Соперницы) de Viktor Sadovski : Natalia Oziornikova
- 1985 : Les étrangers ne passent pas ici : Natacha Ulanova
- 1986 : Le XXe siècle commence : Mme Henri Fournaye
- 1986 : Une voie secrète de Vadim Kostromenko (Mini-série) : Victoria Mezentseva
- 1986 : Prisonnier mystérieux de Valeriu Gagiu : Larissa Rosseti
- 1986 : La Vie de Klim Samguine de Viktor Titov (série télévisée) : Elizaveta Spivak
- 1990 : Le Bourreau (Палач, Palatch) de Viktor Sergueïev (téléfilm)
- 1995 : Confidences à un inconnude Georges Bardawil : Katia
- 1996 : Theatre Chekhonte. Pictures from the recent past : Anna Pavlovna Charamykina
- 2002 : Logique féminine (Женская логика) de Stanislav Govoroukhine (série télévisée) : Elena Drozdova
- 2005 : Une commande (Заказ) de Vera Glagoleva : Galia
- 2006 : Graffiti (Граффити) d'Igor Apasyan : Maria
- 2006 : Le Dîner en famille (Семейный ужин) de Vitali Pavlov (ru) : Irina
- 2009 : Krysha de Boris Gratchevski (ru) : Ninel Stalievna

## Distinctions
- Artiste émérite de la fédération de Russie : 1994[5]
- Récipiendaire de l'ordre de l'Amitié : 2011[6]